# Levante Unión Deportiva 2017-2018
Questa voce raccoglie le informazioni riguardanti il Levante Unión Deportiva nelle competizioni ufficiali della stagione 2017-2018.

## Maglie e sponsor
| Casa | Trasferta | Terza divisa |

Sponsor ufficiale: nessuno
Fornitore tecnico: Macron

## Organico

### Rosa
Aggiornata al 22 agosto 2018.
| N. |                                 | Ruolo | Calciatore        |
| -- | ------------------------------- | ----- | ----------------- |
| 1  | Spagna (bandiera)               | P     | Koke              |
| 2  | Spagna (bandiera)               | D     | Iván López        |
| 3  | Spagna (bandiera)               | D     | Toño              |
| 4  | Spagna (bandiera)               | D     | Róber             |
| 5  | Costa d'Avorio (bandiera)       | C     | Cheick Doukouré   |
| 6  | Spagna (bandiera)               | D     | Chema             |
| 7  | Nigeria (bandiera)              | A     | Moses Simon       |
| 8  | Bosnia ed Erzegovina (bandiera) | C     | Sanjin Prcić      |
| 9  | Spagna (bandiera)               | A     | Roger Martí       |
| 10 | Macedonia del Nord (bandiera)   | C     | Enis Bardhi       |
| 11 | Spagna (bandiera)               | C     | José Luis Morales |
| 12 | Spagna (bandiera)               | D     | Coke              |
| 13 | Spagna (bandiera)               | P     | Oier Olazábal     |
| 15 | Spagna (bandiera)               | D     | Sergio Postigo    |
| 16 | Spagna (bandiera)               | C     | Rubén Rochina     |

| N. |                       | Ruolo | Calciatore             |
| -- | --------------------- | ----- | ---------------------- |
| 18 | Uruguay (bandiera)    | D     | Erick Cabaco           |
| 19 | Spagna (bandiera)     | D     | Pedro López (capitano) |
| 20 | Ghana (bandiera)      | A     | Raphael Dwamena        |
| 21 | Ghana (bandiera)      | A     | Emmanuel Boateng       |
| 22 | Spagna (bandiera)     | D     | Antonio Luna           |
| 23 | Spagna (bandiera)     | A     | Jason                  |
| 24 | Spagna (bandiera)     | C     | José Campaña           |
| 25 | Spagna (bandiera)     | P     | Aitor Fernández        |
|    | Montenegro (bandiera) | D     | Esteban Saveljich      |
|    | Montenegro (bandiera) | C     | Nikola Vukčević        |
|    | Spagna (bandiera)     | C     | Verza                  |
|    | Spagna (bandiera)     | C     | Javier Espinosa        |
|    | Spagna (bandiera)     | A     | Samu García            |
|    | Albania (bandiera)    | A     | Armando Sadiku         |

- Paco López - allenatore
- Iñaki Bea - Vice Allenatore
- José Martinez Puig - Preparatore dei portieri
- Toni Ruiz - Preparatore atletico
- Joaquín Mas - Direttore dell'area medica
- José María Baixauli - Fisioterapista
- Martín Badano - Massaggiatore